# Société japonaise à l'époque d'Edo

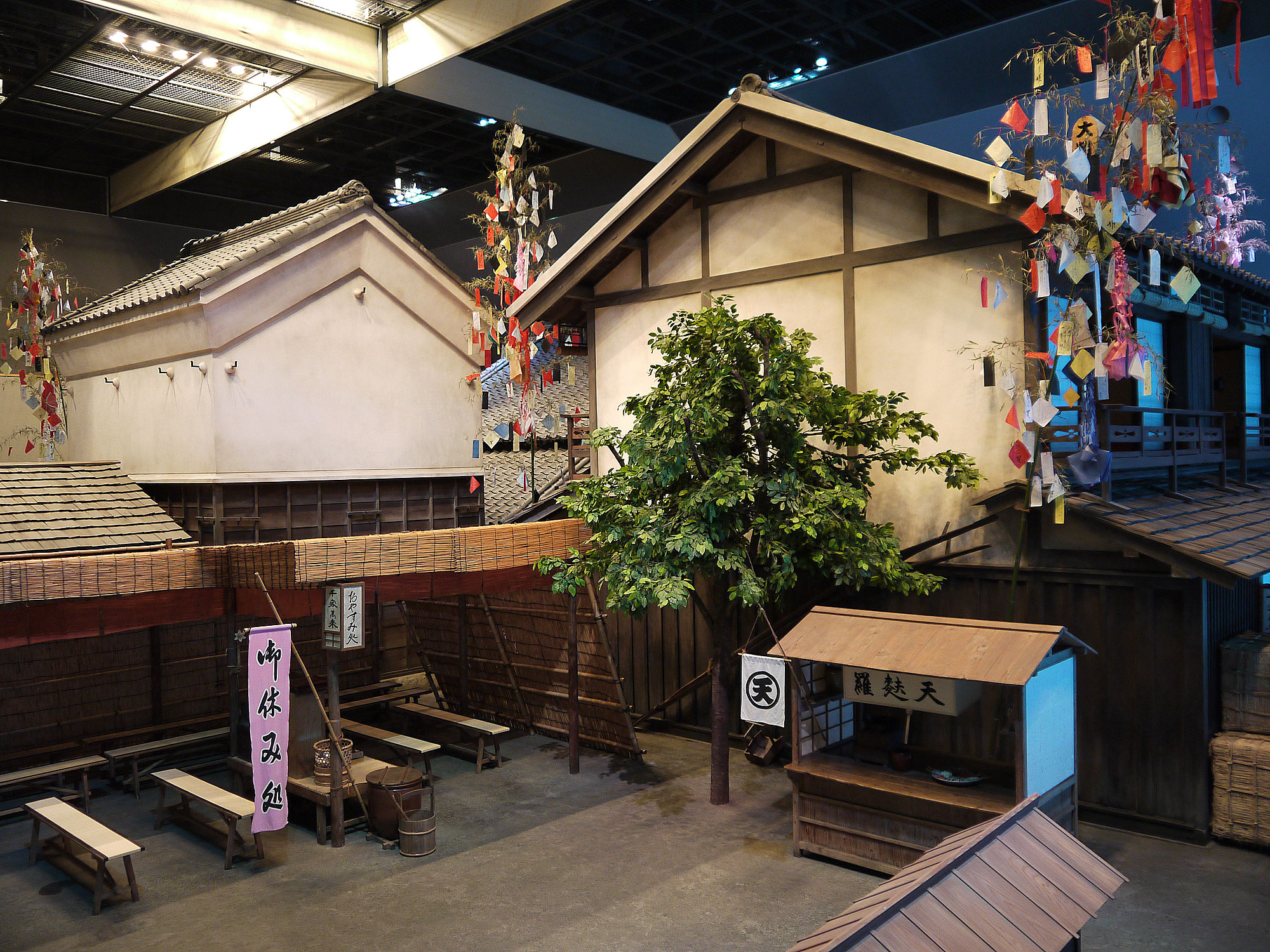
Quartier populaire de la période d'Edo (Fukagawa Edo Museum)

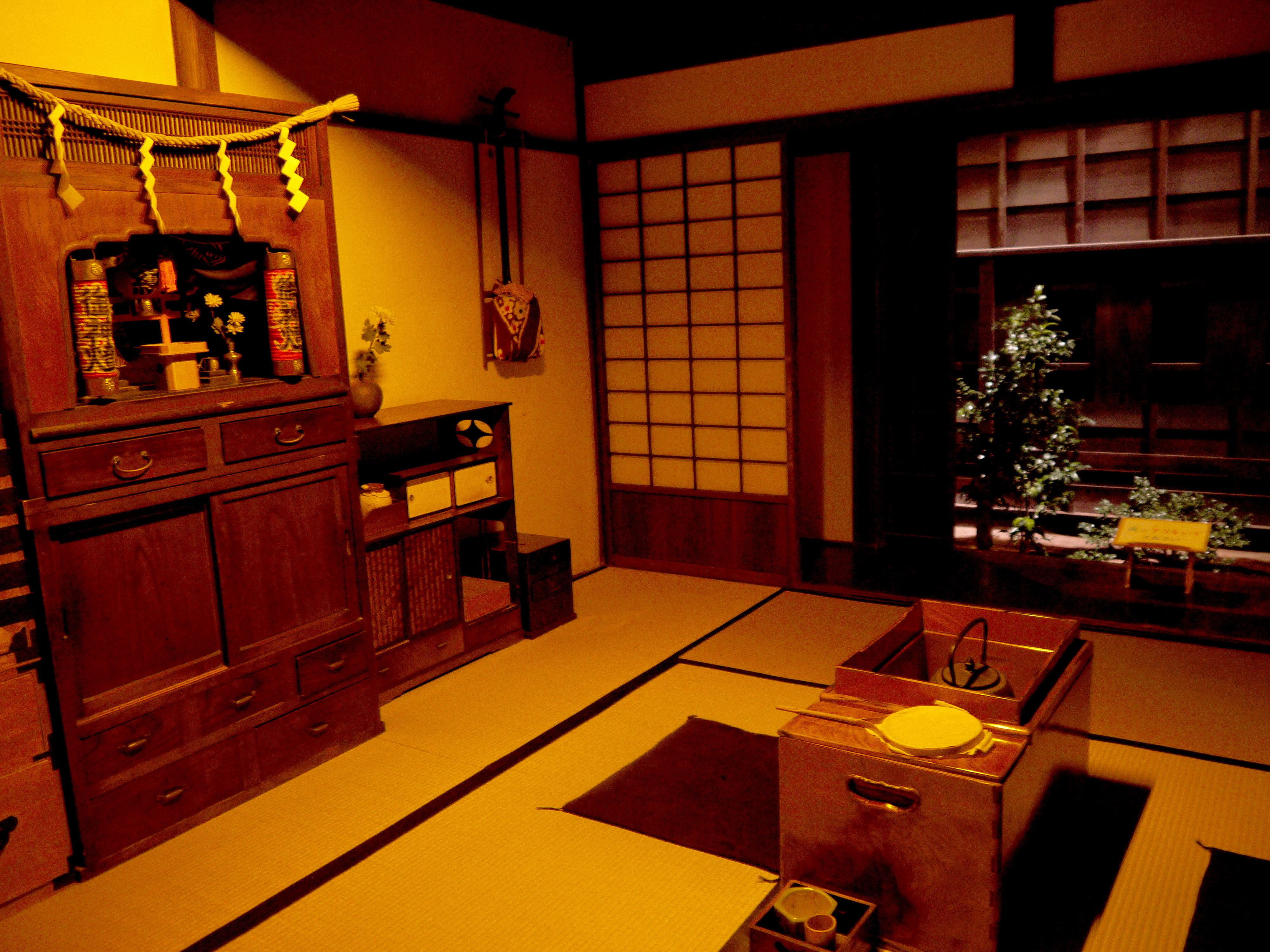
Maison de marchand (Fukagawa Edo Museum)

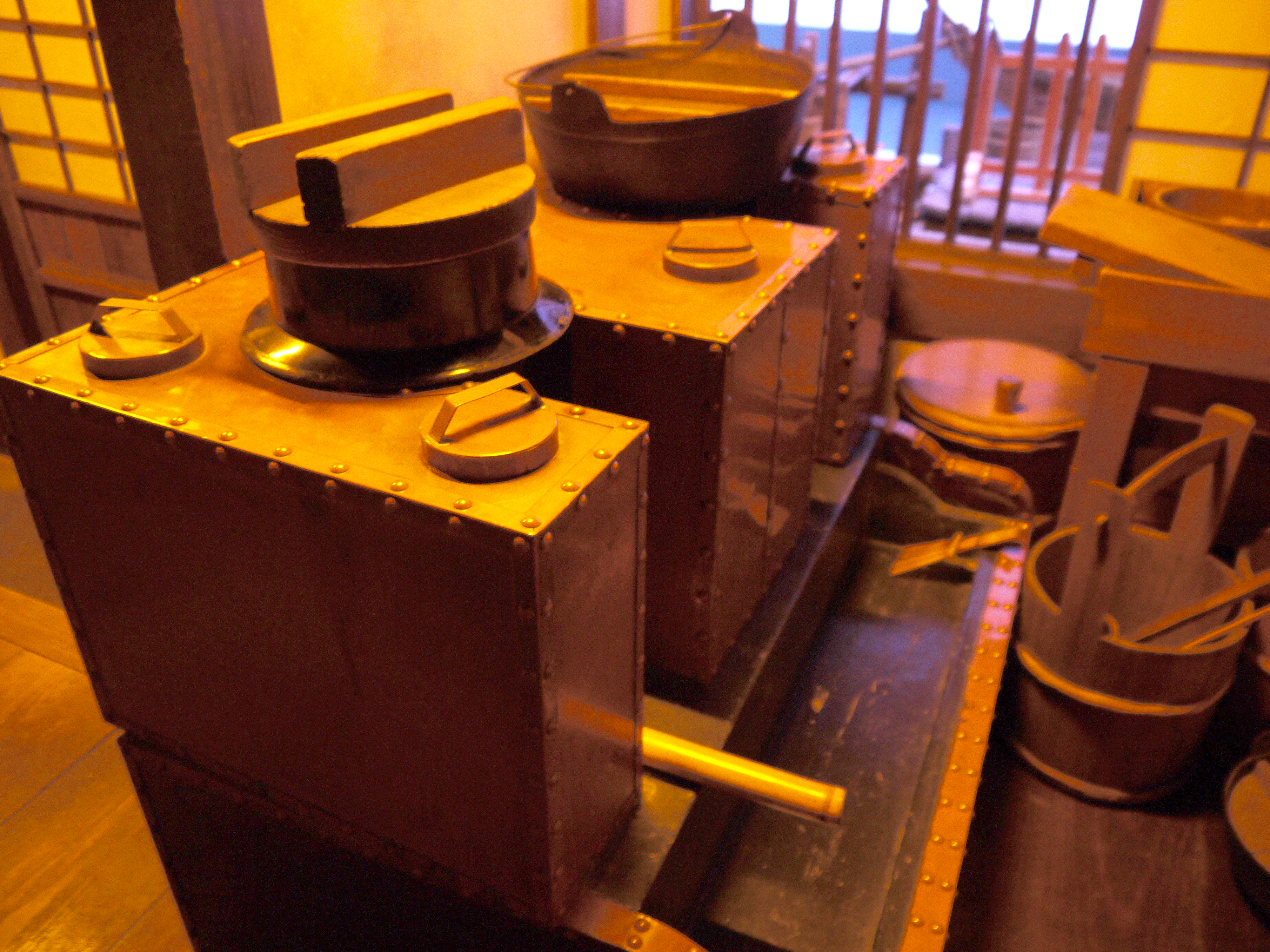
Cuisine de commerçant; poêle de chaudière en cuivre (Fukagawa Edo Museum)

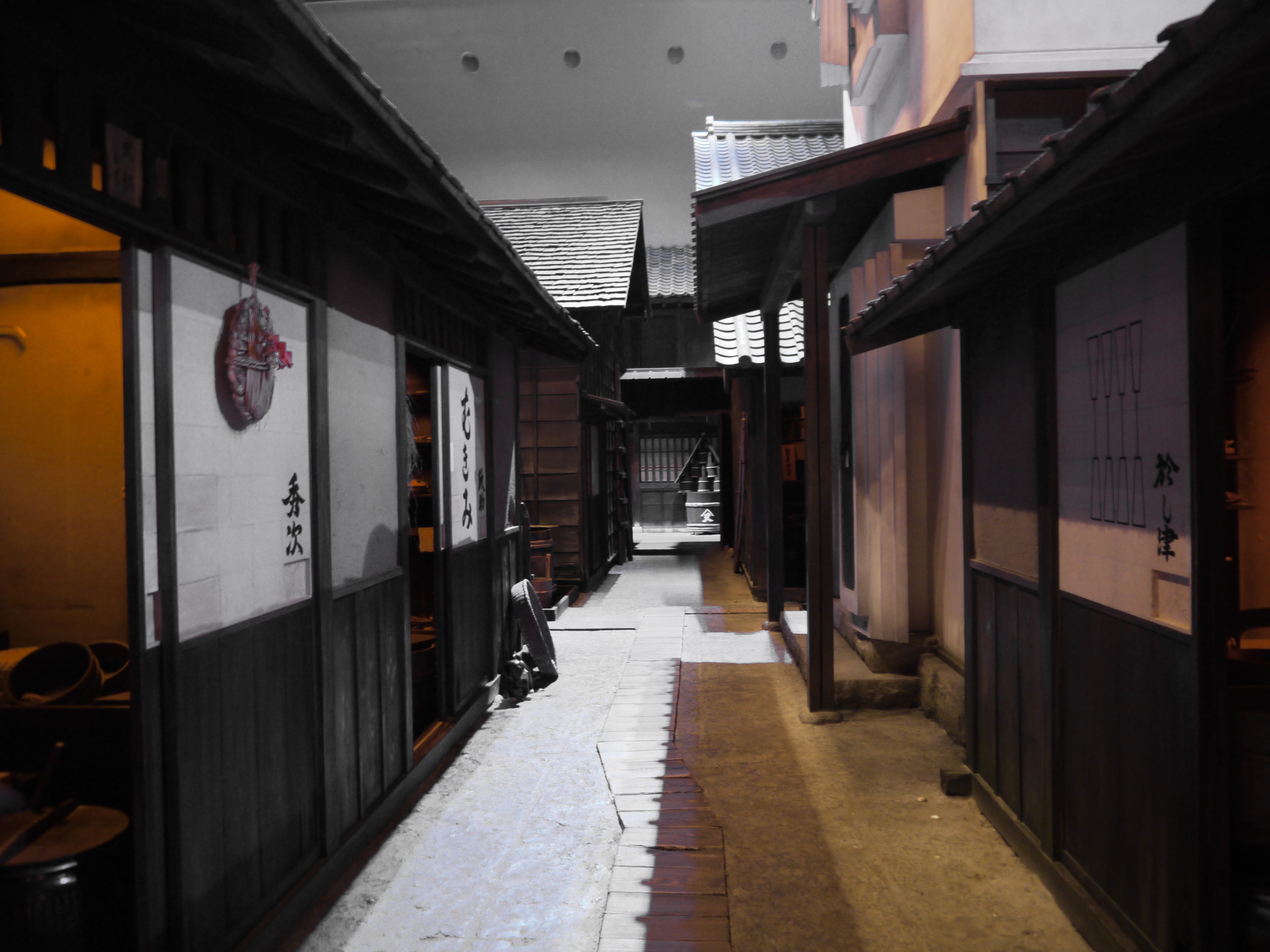
Appartements de district de la classe ouvrière (Fukagawa Edo Museum)

La société japonaise à l'époque d'Edo (ou période Tokugawa) est gouvernée par des coutumes et des règlements stricts visant à promouvoir la stabilité. Les idées confucéennes servent de fondement à un système de strictes prescriptions sociales. Au sommet de l'ordre social, mais au-dessous de l'empereur du Japon, du shogun et des daimyos (seigneurs), se trouvent les samouraïs qui constituent la classe dirigeante. La seconde classe la plus respectée est celle des paysans (heimin), qui vivent dans les villages et produisent les biens agricoles. L'urbanisation croissante et la hausse de la consommation créent les classes marchandes et artisanales dans les villes. La mobilité sociale au cours de cette période est très limitée. Tandis que la richesse se concentre à l'extérieur de la classe des samouraïs, les conflits entre les classes apparaissent et l'ordre social est de plus en plus contesté.

## Ordre des quatre classes

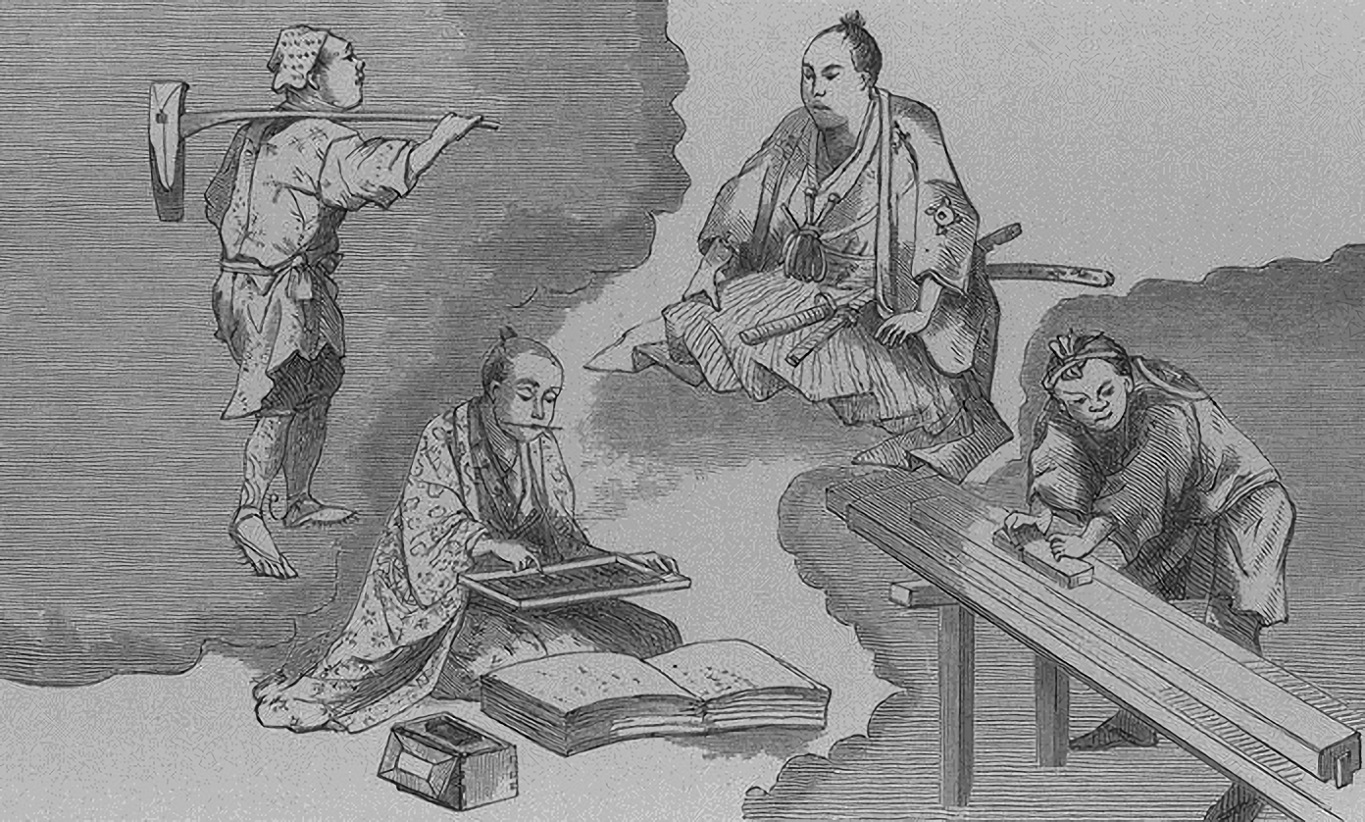
Les quatre classes les plus représentatives de la société japonaise de l'Époque d'Edo.

Le gouvernement Tokugawa a intentionnellement créé un ordre social appelé les « quatre divisions de la société » (shinōkōshō), destiné à stabiliser le pays. Ce système s'inspire des idées confucéennes qui se propagent vers le Japon à partir de la Chine. La société est ainsi composée de samouraïs (士 shi), de paysans (農 nō), d'artisans (工 kō) et de marchands (商 shō). Les samouraïs sont placés au sommet de la société car ils ont créé un ordre et un exemple moral élevé que doivent suivre les autres. Ce système a pour but de renforcer leur position de pouvoir dans la société en justifiant leur statut de gouvernants. Les paysans viennent ensuite parce qu'ils produisent la denrée la plus importante, la nourriture. Selon la philosophie confucéenne, la société ne pourrait pas survivre sans l'agriculture. En troisième place se trouvent les artisans, car ils produisent les biens non essentiels. Les marchands sont à la base de l'ordre social parce qu'ils génèrent des richesses sans produire de biens. Comme le montre cette répartition, les classes n'ont pas été organisées par la richesse ou le capital mais par ce que les philosophes ont estimé être leur pureté morale.
En réalité, le shinōkōshō ne décrit pas précisément la société Tokugawa. Les prêtres bouddhistes et shinto, ainsi que les nobles de la cour (kuge), et les classes déshéritées, dont  les eta et les hinin (ceux qui sont vendus ou condamnés à la servitude sous contrat) ne sont pas inclus dans cette description de la hiérarchie. Dans certains cas, un samouraï pauvre peut être à peine mieux loti qu'un paysan et les lignes entre les classes peuvent s'estomper, en particulier entre les artisans et les commerçants dans les zones urbaines. Pourtant, cette théorie fournit des motifs pour restreindre les privilèges et les responsabilités aux différentes classes et donne un sens de l'ordre dans la société. Dans la pratique, des relations sociales consolidées contribuent en général à créer la stabilité politique qui définit l'époque d'Edo.

### Samouraï
Les samouraïs constituent la classe guerrière du Japon et représentent environ 7-8 % de la population. Il est interdit aux autres classes de posséder des armes. Le port de deux épées est le symbole de la classe des samouraïs.
Pendant la période féodale, les samouraïs sont des guerriers qui combattent pour un seigneur dans une relation de féodalité. La période d'Edo cependant est largement exempte de menaces extérieures et de conflits internes. Aussi les samouraïs maintiennent-ils leurs aptitudes au combat plus comme un art qu'en vue du combat. Les samouraïs reçoivent une indemnité de leur seigneur, ce qui limite leurs liens au niveau économique. Par ailleurs, les samouraïs sont privés de la possibilité de posséder des terres, ce qui leur donnerait un revenu indépendant de leur devoir. Les samouraïs vivent en général autour des châteaux de leur daimyo, ce qui contribue à l’essor de la ville et à l'environnement autour du centre politique d'un domaine.
Il existe des stratifications sociales au sein de la classe des samouraïs. Les samouraïs de niveau supérieur ont un accès direct à leur puissant daimyo et peuvent occuper ses positions les plus dignes de confiance. Certains atteignent un niveau de richesse qui leur permet de conserver leurs propres vassaux samouraïs. Les samouraïs de niveau intermédiaire occupent des postes militaires et bureaucratiques et ont des échanges avec leur daimyo si nécessaire. Les samouraï de niveau inférieur peuvent ne recevoir qu'un salaire de subsistance et travaillent comme gardes, messagers et commis. Les positions au sein de cette classe sont en grande partie héréditaires et les samouraïs talentueux ne peuvent espérer, au mieux, qu'une ascension sociale très limitée au-delà de leur condition de naissance. Hormis la relation samouraï-seigneur traditionnelle existent les rōnin, c'est-à-dire les samouraïs sans maître. Ces samouraïs ne bénéficient généralement que d'un très faible niveau de respect, n'ont aucun revenu et deviennent souvent joueurs, bandits ou autres professions similaires.

### Paysans
La vie des paysans est centrée sur leurs villages dont ils s'éloignent rarement et même si les voyages et pèlerinages requièrent un permis, les jeunes cherchent occasionnellement un emploi saisonnier à l'extérieur de leur village. En conséquence, les gens sont très méfiants vis-à-vis des étrangers. Le lien social, indispensable à la survie de tout le village, est également renforcé par les festivals saisonniers. La vie dans les villages est très collective et il existe de fortes pressions pour se conformer à la norme et pas d'espace pour s'écarter de la coutume. Bien qu'il y ait des conflits, ceux-ci sont considérés comme des perturbateurs du village et de l'ordre public et doivent être contenus autant que possible.
La terre appartient à la classe paysanne bien que les droits de lever des taxes sur les terres soient accordés aux daimyo. Les paysans travaillent pour produire assez de nourriture pour eux-mêmes et continuer à satisfaire à la charge fiscale. Au cours de cette période, l'essentiel de la production agricole est cultivé par les familles sur leurs propres terres, contrairement aux modèles des plantations ou hacienda  mis en œuvre ailleurs. Les paysans peuvent amasser une richesse relativement importante mais restent dans la même classe en raison de leur attachement à la terre. Les familles plus riches et celles qui possèdent leur propre terre et payent des impôts sont tenues en haute estime et disposent de plus d'influence politique dans les affaires du village. Cependant, la survie du village dépend de la coopération de chaque ménage pour satisfaire la charge fiscale et surmonter les catastrophes naturelles telles que les famines.

### Marchands et artisans

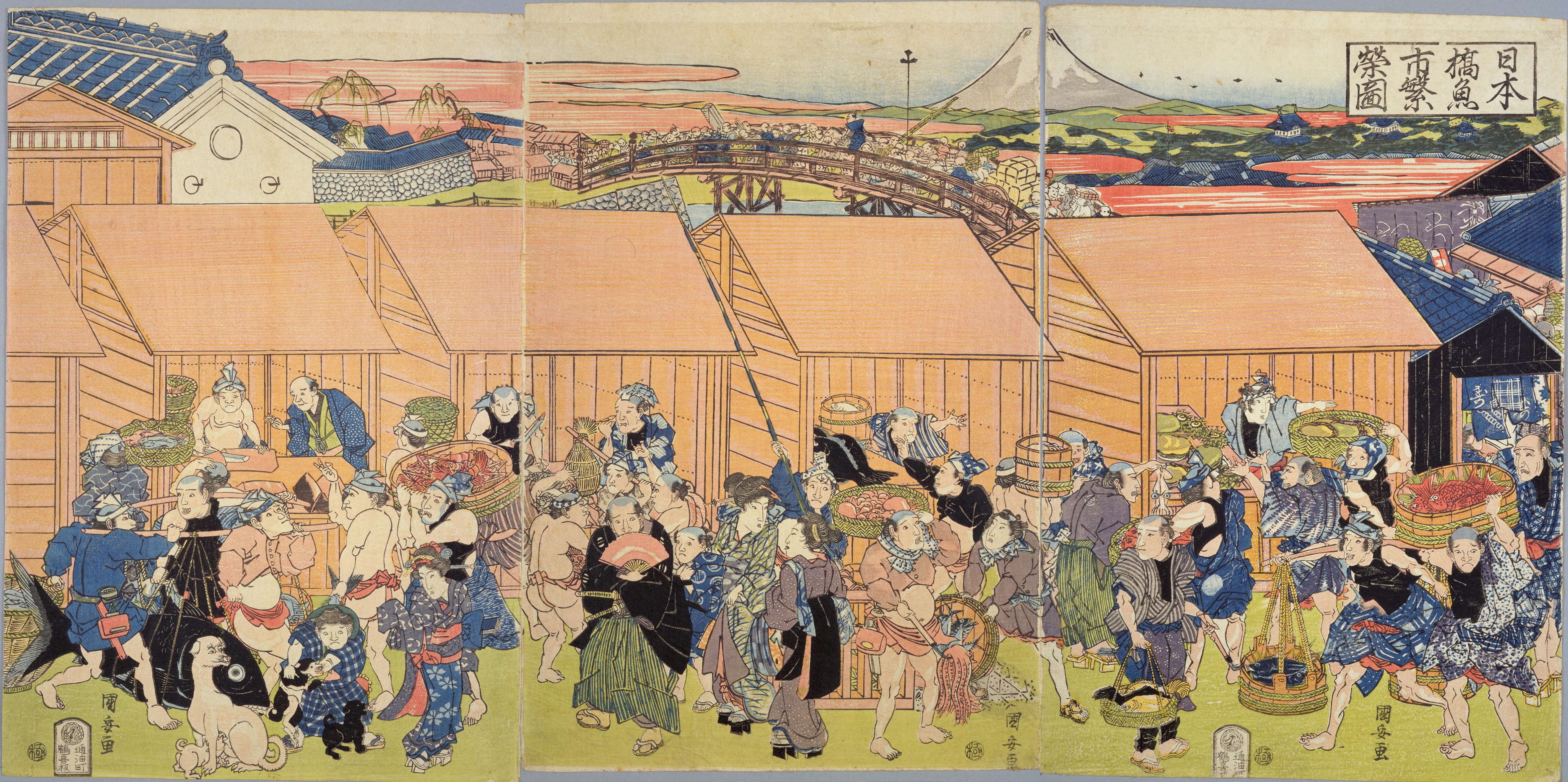
La prospérité du marché aux poissons de Nihonbashi (période Edo) par Utagawa Kuniyasu

L'arrivée à Edo des familles de daimyos assignées à résidence en 1635, fortunées et désœuvrées, habituées au mode de vie urbain (Chōnindō), attire les marchands et les artisans les chonins, plein d'espérance dans les gains que peuvent leur procurer cette population
En 1800, jusqu'à 10 % environ de la population du Japon vit dans les grandes villes, l'un des niveaux les plus élevés dans le monde à l'époque. Les daimyo et leurs samouraïs ne produisent pas de biens eux-mêmes mais utilisent l'excédent d'impôt de la terre pour alimenter leur consommation. Ces besoins sont satisfaits par des artisans qui s'installent autour des châteaux et des commerçants qui échangent produits locaux et régionaux. Chaque classe dans la ville est contrainte de vivre dans son quartier.
Les commerçants deviennent de plus en plus puissants au cours de cette période. De riches maisons commerçantes apparaissent pour organiser la distribution et maintenir les monopoles légaux. À mesure qu'augmentent leurs richesses, les commerçants veulent consommer et afficher leur aisance de la même manière que les samouraïs, mais les lois les empêchent de le faire de façon ostensible. Pourtant, leur consommation combinée à celle des samouraïs sert à renforcer la croissance des classes marchandes et d'artisans.
C'est en définitive à travers la culture que les commerçants vont imprimer leur marque, une culture destinée à plaire aux citadins et qui reflètent leurs préoccupations : le divertissement, les affaires de mœurs, les histoires d'argents, et d'amour.

## Rôle des femmes
La vie d'une femme varie grandement selon le statut social de sa famille. Dans les familles de samouraïs les femmes doivent se soumettre à leurs chefs de famille mâles mais en vieillissant, elles peuvent devenir chef de la famille si leur mari est décédé. Les enfants sont invités à respecter leurs parents, même quand ils sont devenus adultes. Les femmes des classes inférieures sont beaucoup moins limitées par les attentes sociales et peuvent jouer un rôle essentiel dans les affaires de la famille. Les femmes paysannes doivent faire le ménage tôt le matin avant de travailler dans les champs avec leurs parents de sexe masculin. Du point de vue de leur contribution au travail familial, les femmes paysannes de tous âges sont d'importants membres de leurs foyers.
Le mariage durant cette période n'est pas fondé sur l'attraction romantique. Les familles essayent d'utiliser le mariage comme moyen d'augmenter leur statut social ou, parmi les groupes les plus aisés, d'augmenter leur influence et leurs possessions. Le plus souvent, toutefois, le mariage a eu lieu entre deux familles d'un statut égal. La virginité de la femme au moment du mariage est importante dans les classes de samouraï, elle est beaucoup moins importante pour les classes inférieures. Après le mariage, les femmes ne sont pas autorisées à prendre d'autres partenaires sexuels. Il est cependant loisible aux hommes des classes supérieures de prendre des concubines et d'entretenir des relations avec les femmes célibataires. Le divorce n'est pas rare et une femme d'un ménage pauvre peut facilement quitter son mari et retourner dans sa famille d'origine.
Les quartiers de prostitution se développent dans les trois plus grandes villes de l'archipel, Edo (ville), Kyoto et Osaka. Au centre d'Edo apparait dès 1617, le premier quartier, Yoshiwara (la plaine des roseaux). À Osaka ce sera Shinmachi (la nouvelle ville) à partir de 1624, et à Kyoto (l'îlot aux roses) en 1640. À son apogée, dans la seconde moitié du XVIIIe siècle, Yoshiwara comptera jusqu'à sept mille courtisanes. Ces quartiers sont reconnus par des licences gouvernementales et sont de véritables enclaves dans lesquelles les distinctions sociales n'ont plus cours. Mais les courtisanes sont elles-mêmes réparties selon une hiérarchie de huit échelons déterminant les rituels qui permettent de les approcher. Une courtisane de haut rang ('Oiran')  sait jouer de la musique, danser, connaît la poésie classique et est en droit de refuser un client qui lui déplait, quand bien même il serait aristocrate ou guerrier.

## Défis à l'ordre social
Le fondement de cette période est son ordre social stable.
Cependant, comme l'accroissement des richesse échappe de plus en plus à la classe des samouraïs, le nombre des conflits sociaux augmente. Les allocations fixes sur lesquelles vivent les samouraïs n'augmentent pas malgré la hausse du coût des matières premières et le coût de plus en plus lourd de l'étiquette sociale adéquate. En conséquence, beaucoup de samouraïs sont endettés auprès de riches familles marchandes. En retour, il est interdit à ces riches commerçants d'exposer leur aisance de peur de violer les lois qui restreignent l'usage de ce privilège à la classe des samouraïs. Cette situation crée du ressentiment mais approfondit également l'interdépendance croissante entre les deux classes. Certains érudits commencent à remettre en question les croyances confucéennes à la base de la société.
Les changements dans les zones rurales sont également à l'origine de conflits. Les nouvelles techniques permettent d'accroître la productivité et certaines familles sont en mesure de produire un surplus de nourriture dont le produit de la vente peut être utilisé pour soutenir des projets au-delà de l'agriculture. Certains paysans s'endettent également auprès de leurs voisins plus riches et un nombre croissant de familles perdent la propriété de leurs terres. Cette évolution suscite du ressentiment qui parfois éclate en violences envers les propriétaires et les élites des villages.
Ces contraintes sociales jettent les bases pour les changements qui vont survenir pendant l'ère Meiji.

## Dans les arts
Durant l'isolationnisme qui correspond au Shogunat Tokugawa (1603-1867), et au Rangaku, la présence des Hollandais sur l'île de Dejima est néanmoins à l'origine des études occidentales, ou Rangaku, et de l'assimilation de la révolution scientifique et technologique occidentale.
La pensée se restructure, à base de néoconfucianisme, accompagné d'humanisme, de rationalisme, et de perspective historique, avec des influences bouddhistes et shintoïstes. 
L'arrivée à Edo des familles de daimyos, fortunées et désœuvrées, habituées au mode de vie urbain (Chōnindō), attire les marchands. La population pour une large part devient constituée d'une très riche classe de commerçants qui vont donner à la ville sa couleur particulière. Il se crée une culture populaire que l'ambition et le raffinement des commanditaires va pousser à un degré de raffinement extrême. Pour la première fois au Japon, cohabitent à des niveaux comparables deux cultures, l'une traditionnelle, à l'instigation de la cour, des seigneurs et des temples, l'autre produit d'une riche classe de marchands, essentiellement urbaine. Du fait de cette appropriation de cette culture de la ville par les commerçants, les premières chroniques citadines ou les peintures de divertissements, font leur apparition.

### Littérature
Cette époque voit le développement du roman, de la poésie et du théâtre.
La pensée et la littérature chinoises continuent à être la grande référence. Mais le mouvement de Kokugaku (Motoori Norinaga) recentre l'éducation sur les classiques japonais, qu'il s'agit de redécouvrir, surtout depuis que la lecture du kanji a pratiquement disparu.

### Théâtre
Descendant du Jōruri, le théâtre kabuki est créé dans la région de Kyōto par la dame Okuni. En 1605, elle monte avec plusieurs femmes une troupe de danse grotesque qui connaît un franc succès. En 1629, les femmes sont interdites dans les représentations théâtrales car cela est considéré comme un facteur de prostitution important. Les rôles féminins sont donc tenus un temps par des éphèbes mais, en 1649, les adolescents sont proscrits pour la même raison. Des hommes prennent alors la place des femmes, créant la nouvelle profession d'onnagata. En 1660, les enfants seront aussi interdits, toujours pour cause de prostitution.

### Peinture
À la fin des guerres civiles, Kyoto est la première ville à se relever, et c'est là que renaît d'abord la création artistique. Elle reste dominée par les peintres de l'École Kanō, de tradition héréditaire, qui répondent au mécénat pratiqué par la cour, les daimyos et les monastères. En 1621, c'est à un de ces artistes, Kanō Tan'yū, que le shogun confie la charge de peintre résident du shogunat.
Mais le considérable essor des villes va progressivement susciter d'autres attentes. Des peintres anonymes, travaillant en atelier, commencent à représenter la vie citadine. Nommés « peintres de ville », ils ouvrent la voie de l'école de l'ukiyo-e. Les scènes de plaisirs n'ont plus besoin de justification extérieure, le paravent Divertissements dans une résidence (Musée municipal d'Osaka) se contente de montrer différents personnages occupés à des scènes plaisantes. Sur d'autres, ce sont directement des quartiers de prostitution et les lieux où les courtisanes reçoivent, « les maisons vertes », qui tiennent lieu de décor. Il est possible de commander des portraits de courtisanes renommées et les peintres remettent à l'honneur pour elles des traditions de l'époque Heian, un type de portrait qui était l'apanages des femmes de l'aristocratie.